# Tura albipennis
Tura albipennis är en kräftdjursart som beskrevs av Gustav Budde-Lund 1913B. Tura albipennis ingår i släktet Tura och familjen Porcellionidae. Inga underarter finns listade i Catalogue of Life.